# Bayer Business Services
Die Bayer Business Services GmbH (BBS) war eine der drei Servicegesellschaften der Bayer AG. Sie bediente als Business Process Outsourcing Partner und IT-Dienstleister zu einem großen Teil die Teilkonzerne der Bayer AG. „Externe“ Kunden wurden nur mit nachgelagerter Priorität bedient; entsprechend wurde Anfang 2008 der zentrale Key-Account-Bereich aufgelöst und in die Geschäftsfelder aufgeteilt. Die BBS erwirtschaftete etwa 80 % ihres Umsatzes mit Kunden aus dem Bayer-Konzern – nur knapp 20 Prozent wurden außerhalb des Bayer-Konzerns, darunter größtenteils mit der ehemaligen Bayer-Tochter Lanxess, erwirtschaftet. Die Fachzeitschrift Computerwoche listet Bayer Business Services GmbH in ihrer Rangliste der einhundert bedeutendsten IT-Unternehmen im Jahr 2007 auf Rang 26. In der im Mai 2007 veröffentlichten Lünendonk(R)-Liste „Marktstichprobe IT-Service-Unternehmen in Deutschland“ rangiert Bayer Business Services entsprechend dem Jahresumsatz auf Platz sieben.
Die BBS wurde 2002 im Rahmen der Neuorganisation des Konzerns „The New Bayer“ aus der Bayer AG ausgegliedert und wurde seit 2004 von  Andreas Resch (Geschäftsführer) sowie Norbert Fieseler (Arbeitsdirektor) geleitet. Seit dem 1. Januar 2009 war Daniel Hartert Geschäftsführer des Unternehmens.
Die BBS bot Dienstleistungen aus den Bereichen IT, Beschaffung, Accounting, Human Resources und strategischer Beratung an.
Darüber hinaus gehörten zum Verbund der Bayer Business Services weitere Tochtergesellschaften die Dienstleistungen anbieten:
- Bayer Direct Services GmbH – HR Shared Service Center
- Travelboard GmbH – Globales Reisemanagement und Reiseservices

- Dynevo GmbH - Media Solutions: Kommunikation, Mediaproduktion und Dokumentenprozesse
- ScaleOn GmbH & Co. KG - Rechenzentrum
- Euroservices, Leverkusen und Barcelona – Accounting Services

Die Bayer Business Services GmbH wurde zum 1. Juni 2020 aufgelöst. Das IT-Geschäft wurde zum Teil an die Bayer AG und zum Teil an externe Firmen (CapGemini, Tata, ATOS und Cognizant) übertragen.